# Dragana Gladović
Dragana Gladović (* 27. Juli 1992) ist eine serbische Taekwondoin. Sie startet in der Gewichtsklasse bis 57 Kilogramm.
Ihre ersten internationalen Titelkämpfe bestritt Gladović bei der Junioreneuropameisterschaft 2007 in Baku, wo sie das Viertelfinale erreichen konnte. Im folgenden Jahr startete sie in Rom auch erstmals bei der Europameisterschaft im Erwachsenenbereich, schied jedoch im Auftaktkampf aus. 2009 konnte sie bei der Junioreneuropameisterschaft in Trelleborg mit Bronze ihre erste Medaille erkämpfen. Dafür musste Gladović im Erwachsenenbereich auch bei der Europameisterschaft 2010 in Sankt Petersburg und 2012 in Manchester Auftaktniederlagen hinnehmen.
Gladović gewann im Januar 2012 in der Gewichtsklasse bis 57 Kilogramm überraschend das europäische Olympiaqualifikationsturnier in Kasan. Sie schlug im Halbfinale Marlène Harnois und bezwang im Finale auch Suvi Mikkonen und qualifizierte sich somit für die Olympischen Spiele 2012 in London. Dort belegte sie den siebten Platz.